# Глен-Вайт (Західна Вірджинія)
Глен-Вайт (англ. Glen White) — переписна місцевість (CDP) в США, в окрузі Релей штату Західна Вірджинія. Населення — 245 осіб (2020).

## Географія
Глен-Вайт розташований за координатами 37°43′48″ пн. ш. 81°16′48″ зх. д. / 37.73000° пн. ш. 81.28000° зх. д. (37.730117, -81.279993).  За даними Бюро перепису населення США в 2010 році переписна місцевість мала площу 1,31 км², з яких 1,31 км² — суходіл та 0,00 км² — водойми.

## Демографія
Згідно з переписом 2010 року, у переписній місцевості мешкало 266 осіб у 101 домогосподарстві у складі 66 родин. Густота населення становила 203 особи/км².  Було 125 помешкань (95/км²).
Расовий склад населення:
| - 73,7 % — білих - 21,4 % — чорних або афроамериканців - 2,3 % — вихідців з тихоокеанських островів - 0,4 % — корінних американців |

До двох чи більше рас належало 2,3 %. Частка іспаномовних становила 0,8 % від усіх жителів.
За віковим діапазоном населення розподілялося таким чином: 23,7 % — особи молодші 18 років, 56,4 % — особи у віці 18—64 років, 19,9 % — особи у віці 65 років та старші. Медіана віку мешканця становила 42,3 року. На 100 осіб жіночої статі у переписній місцевості припадало 90,0 чоловіків;  на 100 жінок у віці від 18 років та старших — 86,2 чоловіків також старших 18 років.
За межею бідності перебувало 41,4 % осіб, у тому числі 75,5 % дітей у віці до 18 років та 22,5 % осіб у віці 65 років та старших.
Цивільне працевлаштоване населення становило 80 осіб. Основні галузі зайнятості: освіта, охорона здоров'я та соціальна допомога — 50,0 %, мистецтво, розваги та відпочинок — 21,3 %, роздрібна торгівля — 15,0 %, фінанси, страхування та нерухомість — 13,8 %.